# Molucká protestantská církev

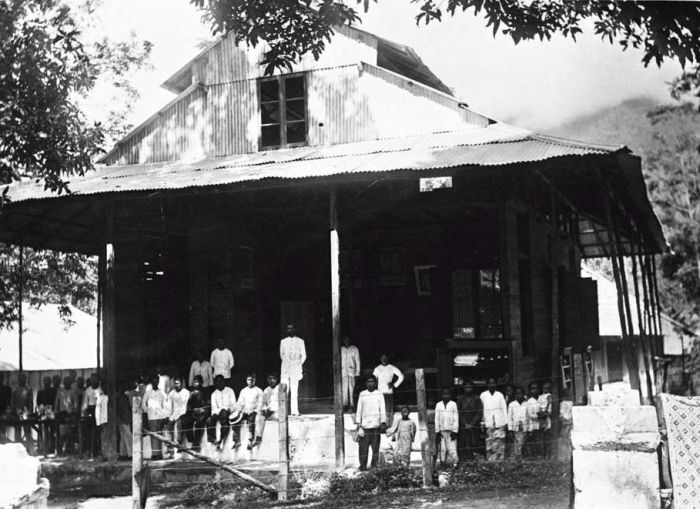
Protestantská misijní škola na Molukách (poč. 20. stol.)

Molucká protestantská církev (id. Gereja Protestan Maluku, zkr. GPM) je evangelicko-reformovaná církev působící v provincii Moluky v Indonésii.
Církev byla založena jako samostatná denominace roku 1935. V současnosti má přes půl milionu členů.